# Korcewo (obwód wołogodzki)
Korcewo (ros. Корцево) – wieś w Rosji, w rejonie wołogodzkim obwodu wołogodzkiego. W 2010 r. liczyła 2 mieszkańców.